# Falange armata (Lucarelli)
Falange armata è un romanzo di Carlo Lucarelli del 1993.
È il primo romanzo con protagonista il personaggio di Coliandro, già portato fugacemente al debutto un paio d'anni prima nell'antologia collettiva I delitti del Gruppo 13. Il romanzo, oltre ad aver fatto conoscere al grande pubblico questo poliziotto bolognese sui generis, imbranato quanto testardo, ottenne al tempo grande risonanza mediatica grazie a una trama che, inconsapevolmente, "anticipò" la reale conclusione della vicenda di cronaca della banda della Uno bianca.

## Trama
Il sovrintendente Coliandro, per punizione, viene mandato dal questore a effettuare il servizio d'ordine durante una partita di calcio. Procede quindi all'arresto di Marchino, un naziskin il quale, per cercare di imbuonirsi le forze dell'ordine, comincia a citare un "Francese", un "Professore" e dei negri. Coliandro e i colleghi non prestano ascolto al ragazzo. Poi però, tutte le persone che avevano provveduto all'arresto di Marchino, compreso quest'ultimo, vengono uccise. Il Francese (un naziskin con un passato nella Legione straniera) viene ucciso da un gruppo di tunisini mentre stava attaccando un centro di accoglienza per immigrati; lo stesso Coliandro percepisce di essere in pericolo. Poiché né il questore né i suoi colleghi gli danno ascolto, deve procedere da solo alle indagini, aiutato dalla punk Nikita, che rincontra dopo la precedente avventura passata insieme. Cercando di arrivare al Professore, Coliandro e Nikita si rendono conto che dietro agli atti di violenza commessi dai conoscenti di Marchino c'è un'organizzazione con legami e appoggi nelle stesse forze dell'ordine.
Quando hanno scoperto il rifugio del Professore (Domeico Marcheselli, un ex docente di criminologia divenuto un ideologo dell'estremismo di destra), i due vengono sopraffatti e vi vengono portati con la forza. Coliandro fa quindi la conoscenza del Professore, che si considera un crociato che combatte per difendere l'Europa dalle invasioni dei nuovi barbari, e che è spalleggiato da Moretti, collega di Coliandro. Questi, con l'aiuto di Nikita, riesce comunque a ribaltare la situazione a proprio vantaggio fino all'arrivo dei rinforzi, che fanno sì che Marcheselli decida di suicidarsi. 
Coliandro, durante la degenza in ospedale, racconta la storia a un giornalista, cosa che impedisce per il momento che i suoi superiori lo trasferiscano a L'Aquila. Da Nikita, a cui aveva strappato una promessa di matrimonio mentre era ferito, si separa avendo capito che loro due sono troppo diversi per stare insieme.

## Edizioni
- Carlo Lucarelli, Falange armata, collana Criminalia Tantum 7, Bologna, Metrolibri, 1993, ISBN 88-7248-066-3.
- Carlo Lucarelli, Falange armata, collana Nervi, Bologna, Granata, 1994, ISBN 88-7248-096-5.
- Carlo Lucarelli, Falange armata, Einaudi Tascabili. Stile Libero 999, Torino, Einaudi, 2002, ISBN 88-06-15795-7.
- Carlo Lucarelli, Falange armata; Il giorno del lupo: una storia dell'ispettore Coliandro, Milano, Mondolibri, 2002.
- Carlo Lucarelli, Falange armata, Stile Libero 999, Torino, Einaudi, 2009, ISBN 978-88-06-20026-8.
- Carlo Lucarelli, L'ispettore Coliandro: Nikita; Falange armata; Il giorno del lupo, Super ET, Torino, Einaudi, 2009, ISBN 978-88-06-20095-4.